# Trichopteryx tangens
Trichopteryx tangens är en fjärilsart som beskrevs av Barend J. Lempke 1950. Trichopteryx tangens ingår i släktet Trichopteryx och familjen mätare. Inga underarter finns listade i Catalogue of Life.